# Le coppie
Le coppie és una pel·lícula italiana de 1970 en tres episodis; Il frigorifero, dirigit per Mario Monicelli; La camera, dirigit per Alberto Sordi i Il leone dirigit per Vittorio De Sica.

## Argument

### Il frigorifero
Gavino Puddu i la seva dona Adele, proletaris sards que vivien en un soterrani molt modest a Torí, fan grans sacrificis per pagar a terminis una enorme nevera de 180 litres, dels quals, donada la seva pobresa, només utilitzen per refredar l'aigua de l'aixeta i per despertar l'admiració i l'enveja dels seus veïns. El dia del pagament de l'última quota, Gavino perd maldestrament els diners necessaris per pagar el saldo.
La botiga d'electrodomèstics no admet demores: o l'endemà es presentaran els Puddu amb l'import que deuen, o bé es veuran obligats a treure'ls la nevera. Després d'haver intentat en tots els sentits reunir la suma, no enorme però encara prohibitiva pel seu pressupost (9.100 lires), els cònjuges reflexionen sobre la facilitat amb què la seva veïna, una massatgista autodidacta, aconsegueix obtenir diners i acaben convèncer-se de l'oportunitat que té l'Adele de prostituir-se, encara que només sigui per una vegada.
Els dos tenen molts dubtes, però tots superats per la por a perdre la nevera i el benestar i l'afirmació social que això representa per a ells. Finalment Adele, després d'haver baixat a la vorera, es lliura a un client per la suma exacta, sense voler ni un cèntim més. L'endemà, els Puddus es presenten a la botiga d'electrodomèstics per pagar el deute: finalment la nevera és propietat seva en tots els aspectes. Tot està resolt, excepte que a la botiga Adele queda encantada per una rentadora molt moderna...

### La camera
Giacinto Colonna, un treballador de la siderúrgia de Terni, té la intenció de celebrar el seu aniversari de noces amb la seva dona Erminia en un hotel de luxe a la Costa Esmeralda. La direcció del conglomerat, però, havia acceptat la reserva només per un malentès, pensant que eren membres de l'aristòcrata família Colonna: de fet tots els hotels de la zona són freqüentats exclusivament per nobles o multimilionaris i en principi es neguen a acollir persones de condició més modesta, encara que estiguin disposats a pagar.
Giacinto i Erminia, fredament allunyats de l'estructura en què havien reservat, busquen altres allotjaments, però sempre sense èxit perquè el seu aspecte i les seves maneres no semblen compatibles amb l'entorn exclusiu en què es troben. Durant la seva peregrinació d'un lloc a un altre, els dos cònjuges entren en contacte amb l'entorn de l'alta societat, totalment desconegut per a ells, i no poden deixar de notar la seva arrogància, així com la difusió de drogues i perversions de tota mena.
Al final, la policia confirma que té dret a passar almenys una nit a l'hotel que havien reservat; la direcció sembla resignada a acollir-los fins que una jove anglesa molt rica i capritxosa reclama per ella mateixa, sense motiu justificat, l'habitació assignada als Colonna. Giacinto, fora de si, inicia una baralla entre tots els presents i després de la intervenció de la policia es veu obligat a passar una nit a la presó. De manera molt excepcional, Erminia es queda amb la possibilitat de passar la nit en una cel·la amb el seu marit: a l'exclusiva Costa Smeralda només hi ha la presó disposada a oferir una habitació a dos proletaris.

### Il leone
La napolitana Giulia i el romà Antonio són amants clandestins i es troben un dia a la setmana a la vil·la de Castel Gandolfo propietat del seu cap. Al final d'una de les seves reunions es preparen, com és habitual, per marxar el més aviat possible per mantenir les aparences amb les seves respectives famílies, però un gran lleó que ha arribat, qui no sap com, al jardí de la vila els espanta i els impedeix Sortir.
Durant l'immobilisme forçat, els dos, molt tensos per la situació insòlita, comencen a fer-se recriminacions mútues i acaben discutint i insultant-se ferotgement: fins que, arran de la intervenció de la policia, la bèstia, malgrat la insistència desesperada de l'amo del circ del qual havia fugit, és abatuda. L'Antonio i la Giulia, havent eliminat l'obstacle que els impedia reprendre la seva respectable vida quotidiana, s'acomiaden afectuosament com si res hagués passat.

## Repartiment

### Il frigorifero
- Monica Vitti: Adele Puddu
- Enzo Jannacci: Gavino Puddu

### La camera
- Alberto Sordi: Giacinto Colonna
- Rossana Di Lorenzo: la seva esposa Erminia
- Abul Kalam Shamsuddin : professor d'universitat de Sardenya

### Il leone
- Alberto Sordi: Antonio
- Monica Vitti: Giulia
- Gigi Bonos: Propietari del circ